# Phaeomyces dubiosus
Phaeomyces dubiosus är en svampart som beskrevs av E. Horak 2005. Phaeomyces dubiosus ingår i släktet Phaeomyces och familjen Inocybaceae.   Inga underarter finns listade i Catalogue of Life.